# Gerichtsbezirk Pirano
Der Gerichtsbezirk Pirano (italienisch: distretto giudiziario Pirano; slowenisch: občina židovska Piran, kroatisch: kotarsko satničtvo Piran) war ein dem Bezirksgericht Capodistria unterstehender Gerichtsbezirk in der Markgrafschaft Istrien. Der Gerichtsbezirk umfasste Gebiete im nordwestlichen Istrien. Nach dem Ersten Weltkrieg musste Österreich den gesamten Gerichtsbezirk an Italien abtreten, nach dem Zweiten Weltkrieg gelangte das Gebiet an Jugoslawien. Seit 1991 ist das zur Region Primorska gehörende Gebiet Teil der Republik Slowenien.

## Geschichte
Um 1850 wurde in Istrien so wie im gesamten Kaisertum Österreich die ursprüngliche Patrimonialgerichtsbarkeit aufgelöst. In der Folge wurde unter anderen der Gerichtsbezirk Pirano geschaffen. Der Gerichtsbezirk unterstand dem für die gesamte Grafschaft zuständigen Landesgericht Rovigno, das wiederum dem Oberlandesgericht Triest, das am 1. Mai 1850 seine Tätigkeit aufnahm, unterstellt war.
Auch nachdem Istrien bzw. Triest sowie Görz und Gradisca vom ursprünglichen Kronland Küstenland ihre Selbständigkeit als Kronland erlangten, blieb das Oberlandesgericht Triest die oberste Instanz für den Gerichtsbezirk Pirano.
Der Gerichtsbezirk Pirano bildete im Zuge der Trennung der politischen von der judikativen Verwaltung
ab 1868 gemeinsam mit den Gerichtsbezirken Pinguente (Buzet) und Capodistria (Koper) den Bezirk Capodistria.
Der Gerichtsbezirk Pirano wies 1869 eine Bevölkerung von 15.278 Personen auf.
Bis 1910 wuchs die Einwohnerzahl auf 23.671 an, davon hatten 18.388 Personen Italienisch (77,7 %) als Umgangssprache angegeben, 4.306 sprachen Slowenisch (18,2 %), 195 Deutsch (0,8 %) und 120 Kroatisch (0,5 %). Der Gerichtsbezirk umfasste zuletzt eine Fläche von 109,02 km² bzw. zwei Gemeinden.
Durch die Grenzbestimmungen des am 10. September 1919 abgeschlossenen Vertrages von Saint-Germain wurde der Gerichtsbezirk Pirano zur Gänze Italien zugeschlagen. Nach dem Zweiten Weltkrieg gelangte das Gebiet an Jugoslawien und ist seit 1991 Teil der Republik Slowenien.
| Jahr | Ein- wohner | Deutsch- sprachige | Italienisch- sprachige | Slowenisch- sprachige | Kroatisch- sprachige |
| ---- | ----------- | ------------------ | ---------------------- | --------------------- | -------------------- |
| 1869 | 15.488      |                    |                        |                       |                      |
| 1880 | 17.046      | 29                 | 13.804                 | 3.033                 | 71                   |
| 1890 | 18.909      | 126                | 15.918                 | 2.579                 | 6                    |
| 1910 | 23.671      | 195                | 18.388                 | 4.306                 | 120                  |

## Gerichtsbezirk
Der Gerichtsbezirk Priano umfasste Ende Februar 1918 die beiden Gemeinden Isola (Izola) und Pirano (Piran).